# Rongelap
Rongelap is een van de atollen van de republiek Marshalleilanden. Het bestaat uit een om een lagune gelegen ring van 61 eilandjes, die een totale landoppervlakte hebben van slechts 8 km², terwijl de lagune zelf een oppervlakte van 1000 km² beslaat. Rongelap zou volstrekt onbekend en oninteressant gebleven zijn, ware het niet dat in 1954 de VS een waterstofbom testte boven de nabijgelegen (150 km) atol Bikini.

## Fall-out
De atol Bikini was van 1946 tot 1958 een testgebied voor vele kernproeven van de VS. De eerste serie verliep onder de codenaam Operation Crossroads. Ook de Amerikaanse waterstofbom 'Castle Bravo' werd daar getest. Als gevolg van die test, in 1954, moesten de bewoners van het nabijgelegen paradijselijke atol Rongelap worden geëvacueerd, omdat - tegen de weersverwachting in - de wind op de dag van de proef bleek te zijn gedraaid en aldus een ontoelaatbare hoeveelheid radioactieve fall-out op dit dunbevolkte gebied bleek te zijn neergedaald en de bewoners, onder achterlating van al hun bezittingen, drie dagen na de test, halsoverkop hun woonplaats dienden te verlaten. Nadat de fall-out uit de lucht was neergedaald, speelden onwetende kinderen in het levensgevaarlijke poeder alsof het sneeuw betrof.
Nadat de VS na drie jaar reeds, in 1957, de gebieden 'veilig' voor bewoning hadden verklaard, keerden vele bewoners terug, maar toen zij ervan overtuigd raakten dat de hoeveelheid ioniserende straling nog steeds ontoelaatbaar was, omdat er significant veel gevallen van ziekten aan de schildklier bij de bewoners waren geconstateerd en een overmatige sterfte onder jongeren opviel, smeekte de 'burgemeester' van Rongelap, John Anjain, tevergeefs om hulp bij de autoriteiten. Ten slotte besloot Greenpeace in 1985 de bewoners van Rongelap te helpen evacueren en herhuisvesting te regelen op de eilanden Mejatto en Ebeye van het atol Kwajalein.
Mejatto lijkt daarbij nog het meeste op Rongelap, met kleine huisjes in het groen en veel kokospalmen. Ebeye daarentegen is volstrekt boomloos en herbergt 12000 inwoners in prefab-huizen aan de enige, in een vierkant aangelegde weg, waardoor het met zijn 320.000 m² het dichtstbevolkte stukje aarde is. De meeste bewoners brengen hun tijd door in ledigheid, een aantal van hen werkt op het nabijgelegen eiland Kwajalein, dat een Amerikaanse volgstation herbergt - onderdeel van het Pacific Command van het Amerikaanse ministerie van Defensie - en hoofdkwartier is van de Ronald Reagan Ballistic Missile Defense Test Site, gespecialiseerd in het testen van raketten en het volgen van satellieten, en dat negen van 97 eilanden van het atol Kwajalein huurt van de republiek Marshalleilanden.

### Compensatie
In september 1996, 42 jaar na de gebeurtenissen, tekende het ministerie van Binnenlandse Zaken van de VS een overeenkomst met de eilandbewoners van Rongelap ter waarde van 45 miljoen dollar, ter compensatie en om zelf een (door critici onmogelijk geachte) reinigingsoperatie uit te voeren, door van het eiland Rongelap de radioactief besmette bovenlaag af te schrapen.

### John Anjain
In juli 2004 stierf John Anjain op 83-jarige leeftijd. Hij was tijdens de proeven 'burgemeester' van Rongelap, en bleef tot zijn dood 'in ballingschap' op Majuro. Hij heeft zich, mede gemotiveerd door het verlies van zijn 19-jarige zoon aan leukemie, en schildklieroperaties die hij en zijn vier gezinsleden moesten ondergaan, altijd met grote waardigheid en onverzettelijkheid gekeerd tegen de geruststellende 'bevindingen' van wetenschappelijk onderzoek van de VS, dat ondanks het feit dat Rongelap een van de meest radioactief besmette plekken op aarde was, bleef volhouden dat de bewoners er veilig zouden kunnen wonen, en uiteindelijk voor elkaar gekregen heeft dat er onafhankelijk onderzoek werd verricht, dat zijn wantrouwen bevestigde ("Wij werden gebruikt als proefkonijn") en als gevolg waarvan een aanzienlijke som geld ter compensatie door de VS ter beschikking werd gesteld.

## Terugkeer naar het eiland
De Amerikaanse regering heeft de lokale bewoners een ultimatum gesteld dat de oorspronkelijke bewoners uiterlijk in oktober 2011 weer terug moesten keren naar het eiland. Op het eiland Mejatto verblijven op dit moment ongeveer 400 bewoners die terug kunnen keren. Maar ze willen garantie van de regering krijgen dat ze er ‘veilig’ weer kunnen wonen. In Rongelap wordt op dit moment aan 50 nieuwe huizen gebouwd.